# Invenzioni
Invenzioni è il secondo album in studio di Renato Zero, pubblicato nel 1974.

## Descrizione
Con questo album Renato Zero comincia a farsi notare dai mass media, in particolar modo dalle radio. Colpiscono soprattutto i testi delle canzoni: quelli trattati sono temi "difficili" per quei tempi. Ne è una prova il pezzo di apertura del disco, Qualcuno mi renda l'anima, che si ispira alla violenza sui minorenni e che farà fatica ad emergere in radio. Altro brano rilevante del disco è L'evento. Il successo dell'album non è molto rilevante (vendette circa 100 000 copie, come No! Mamma, no!).
TV Sorrisi e Canzoni scrisse che di quest'album, come del precedente, furono stampate originariamente solo 1 000 copie e che i due LP furono poi ristampati in seguito, dopo che Zero divenne famoso (presumibilmente dopo il terzo disco).
Il 31 maggio 2019, l'album è stato inserito nella collana Mille e uno Zero, edita con TV Sorrisi e Canzoni, in versione rimasterizzata.

## Tracce
1. Qualcuno mi renda l'anima – 4:15 (Renatozero/Conrado-Renatozero)
2. L'evento – 4:26 (Renatozero/Conrado-Renatozero)
3. 113 – 2:00 (Renatozero)
4. Inventi – 3:25 (Renatozero-Filistrucchi/Conrado-Renatozero)
5. Metrò – 2:55 (Renatozero)
6. Il tuo safari – 3:51 (Renatozero-Migliacci/Conrado-Renatozero)
7. Tu che sei mio fratello – 3:55 (Renatozero/Conrado-Renatozero)
8. Vamos – 3:18 (Dandylion/Conrado-Renatozero)
9. Mani – 3:04 (Renatozero/Conrado-Renatozero)
10. Depresso – 3:44 (Renatozero/Conrado-Renatozero)